# Sancho I av Aragonien
Sancho V Ramírez (1042- 4 juni 1094) var kung över Aragonien mellan åren 1063 och 1094, som Sancho I och kung över Navarra mellan 1076 och 1094 som Sancho V. Sancho V var son till Ramiro I av Aragonien och Ermesinde av Bigorre
Mellan åren 1067 och 1068 var Sancho V inblandad i en konflikt mellan Sancho IV kung av Navarra och Sancho II kung av Kastilien. Sancho II försökte ta tillbaka landområden som hans far hade givit bort till kungen av Navarra. Navarras kung bad Sancho V om hjälp mot kungen av Kastilien. Men det hjälpte inte, kungen av Kastilien besegrade både Sancho V och Navarras kung. 
Sancho V blev vald till kung av Navarra sedan Sancho IV hade blivit mördad av sina egna syskon.
Han gifte sig för första gången år 1065 med Isabel av Urgel (d. 1071), en dotter till greve Armengol III av Urgel. Sanchos andra äktenskap var år 1076, med Felicie av Roucy (d. 3 maj, 1123), dotter till greve Hilduin III av Roucy. Eventuellt gifte han sig en tredje gång med Philippa av Toulouse men här är källorna osäkra för det finns uppgifter att han var fortfarande gift med Felicie när han dog.
Sancho V dog under en belägring vid Huesca år 1094. Med Isabella hade han tre söner som i tur och ordning var kung över Aragonien. 
- Peter I
- Alfonso I
- Ramiro II